# Đài truyền hình Vạn Thọ Đài
Đài truyền hình Vạn Thọ Đài (Mansudae) (tiếng Hàn Quốc: 만수대 텔레비죤) là một kênh truyền hình khoa giáo thường thức tại Cộng hòa Dân chủ Nhân dân Triều Tiên.

## Lịch sử
Đài được thành lập vào ngày 01 tháng 12 năm 1973, từ đó đến nay duy trì phát 3 tiếng (19:00–22:00) thứ Bảy và 9 tiếng (10:00–13:00, 16:00–22:00) Chủ nhật hàng tuần.
Trước ngày 15 tháng 07 năm 2015, đài thực hiện phát sóng nhờ Tháp truyền hình Bình Nhưỡng, còn hiện nay đã vĩnh viễn đóng cửa loại hình này mà chuyển sang truyền hình cáp có phí.